# 奧克里奇鎮區 (北卡羅萊納州吉爾福德縣)
奧克里奇鎮區（英語：Oak Ridge Township）是位於美國北卡羅萊納州吉爾福德縣的一個鎮區。

## 地方資料
奧克里奇鎮區的面積為92.72平方千米，皆為陸地。根據2020年美國人口普查的數據，當地共有人口14393人，而人口密度為每平方千米155.23人。